# ستات قادرة (مسلسل)
ستات قادرة هو مسلسل دراما مصري من إخراج أحمد عاطف وبطولة عبير صبري، ريهام سعيد، نجلاء بدر، عادل الفار، عمرو عمروسي وياسر الطوبجي، صدر المسلسل في 1 أكتوبر 2016 على شبكة تليفزيون الحياة.

## نبذه
في إطار درامي، يتناول المسلسل يتناول حكاية ثلاث سيدات كن يعملن كخادمتين ودلالة في تسعينات القرن الماضي ولا توجد أي علاقة تربطهن ببعض ولكن ظروف الحياة تجمعهن في رحلة صعودهن من الصفر وتجعلهن صديقات ليكشف المسلسل عن أحلامهن ومشاكلهن المشروعة وغير المشروعة.

## طاقم العمل
- عبير صبري بدور "توحة"
- ريهام سعيد بدور "خوخة"
- نجلاء بدر بدور "وزة"
- عادل الفار بدور "أبو وزة"
- عمرو عمروسي بدور "عيد"
- ياسر الطوبجي بدور "سيد"